# Dan Greegan's Ghost
Dan Greegan's Ghost è un cortometraggio muto del 1913 diretto da Dell Henderson.

## Produzione
Il film fu prodotto dalla Biograph Company.

## Distribuzione
Distribuito dalla General Film Company, il film - un cortometraggio di 124 metri - uscì nelle sale cinematografiche USA il 15 settembre 1913. Nelle proiezioni, veniva programmato con il sistema dello split reel, accorpato in un'unica bobina con un altro cortometraggio prodotto dalla Biograph, la commedia His Hoodoo.
Non si conoscono copie ancora esistenti della pellicola che viene considerata presumibilmente perduta.